# Nils Kagg den äldre
Nils Kagg, död 29 juli 1601, var en svensk ämbetsman.

## Biografi
Nils Kagg var son till Mattias Kagg (1507-1592) och Elin Lindormsdotter (1507-1568). Han begick 1578 ett dråp, för vilket han, enligt kung Johan III:s brev den 16 mars 1579, fängslades, men blev sedan benådad och frigiven. Kagg var 1594 kammarjunkare hos hertig Karls av Södermanland. Kagg undertecknade 20 januari 1596 som delegat Söderköpings riksdags beslut 1596. Kagg avled 1601 och begravdes i Örslösa kyrka, varest hans gravsten finnes.

### Egendom
Kagg ägde Kjellstorp och Fjällskäfte, Svanseryd i Torestorps socken och  Styrestad i Lännäs socken.

### Familj
Kagg gifte sig 6 november 1586 på Svanseryd i Torstorps socken med Brita Hård (1563–1630), dotter till översten Lars Pedersson Hård och Brita Ribbing. De fick tillsammans barnen Elin Kagg (född 1587) som var gift med assessorn Anders Gyllengrip, Carin (född 1589) som var gift med majoren Göran Gyllenfalk, översten Matts Kagg (1590–1629), kaptenen Lennart Kagg (1592–1657), Brita Kagg (född 1594), riksmarsk Lars Kagg (1595–1661), Erik Kagg (född 1597), översten Nils Kagg (1598–1653) och ryttmästaren Göran Kagg (1600–1629).